# Maladera spei
Maladera spei är en skalbaggsart som beskrevs av Ahrens 2004. Maladera spei ingår i släktet Maladera och familjen Melolonthidae. Inga underarter finns listade i Catalogue of Life.